# Convertidor Buck-Boost

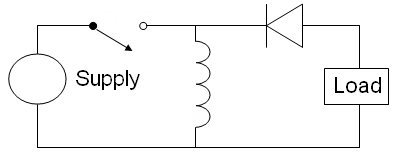
És esquema bàsic d'un convertidor buck-boost.

El convertidor buck-boost és un tipus de convertidor DC-DC que té una magnitud de voltatge de sortida que pot ser més alta o més baixa que la magnitud del voltatge d'entrada. És una font d'alimentació commutada amb una forma semblant a la del convertidor boost i el convertidor buck.
El voltatge de sortida és ajustable variant el cicle de treball del transistor de commutació. Un possible inconvenient d'aquest convertidor és que l'interruptor no té un terminal connectat a terra, això complica el circuit. A més, la polaritat del voltatge de sortida és oposada al voltatge d'entrada. Cap dels anteriors inconvenients té conseqüències si la font de subministrament està aïllada del circuit de càrrega. (Si, per exemple, la font és una bateria) ja que la polaritat de la font i el díode poden simplement canviar.

## Tipus
Hi ha dos esquemes anomenats convertidor buck-boost. Els dos poden subministrar un voltatge de sortida molt major (en mòdul) que el voltatge d'entrada. Els dos produeixen un ample rang de voltatges de sortida des d'un voltatge màxim fins a gairebé zero.
- La forma inversora - El voltatge de sortida és de signe invers al d'entrada.
- Un buck (step-down) seguit d'un boost (step-up) - El voltatge de sortida té la mateixa polaritat que l'entrada, i pot ser major o menor que el d'entrada. Un convertidor buck-boost no-inversor pot utilitzar un únic inductor que és usat per l'inductor buck i l'inductor boost.[3]